# Hôtel d'hydrothérapie Eden
L’hôtel d'hydrothérapie Eden (finnois : Kylpylähotelli Eden) ou hôtel Sokos Eden est un hôtel thermal situé dans le quartier de Hietasaari à Oulu en Finlande.

## Hôtel
Actuellement, l’hôtel compte 170 chambres, dont 100 chambres standard, 67 chambres supérieures et trois suites avec sauna. Il a aussi des chambres pour les personnes allergiques ou handicapées. La plupart des chambres donnent sur la baie ou le parc verdoyant environnant.
En juin 2002, l’hôtel a achevé la construction d’une nouvelle aile de 69 chambres plus spacieuses. En 2006, Sokotel, filiale de SOK, a racheté les activités d’Eden et cinq autres hôtels de spa au groupe Holiday Club.

## Bains
La grande piscine est intérieure et maintenue à 30 °C.
Cette piscine génère des vagues une fois par heure.
La deuxième piscine intérieure du spa est destinée aux enfants et maintient une température moyenne de 32 °C.
Trois jacuzzis intérieurs sont maintenus à 32 °C. La piscine extérieure est maintenue à 15 °C.,

## Galerie

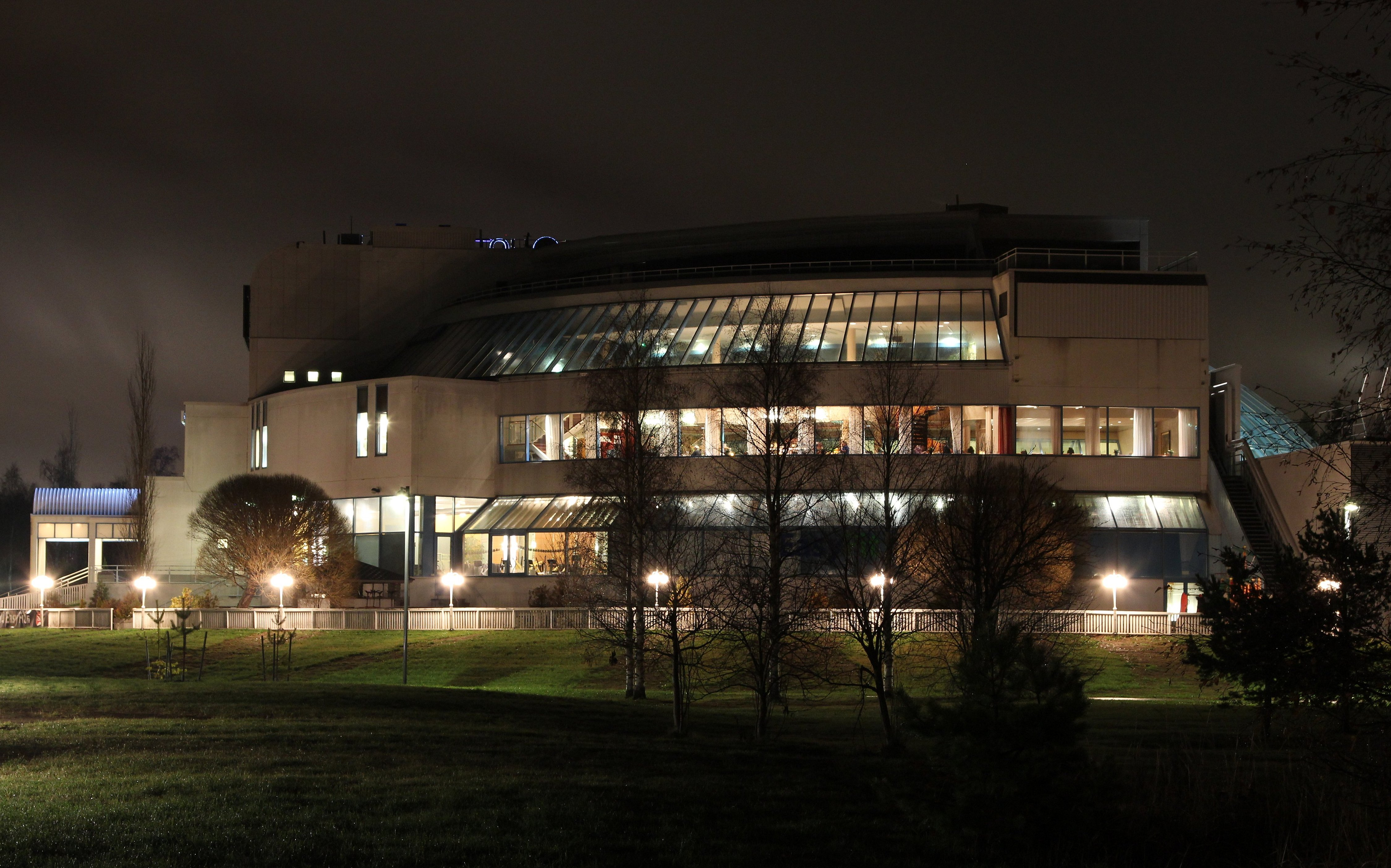
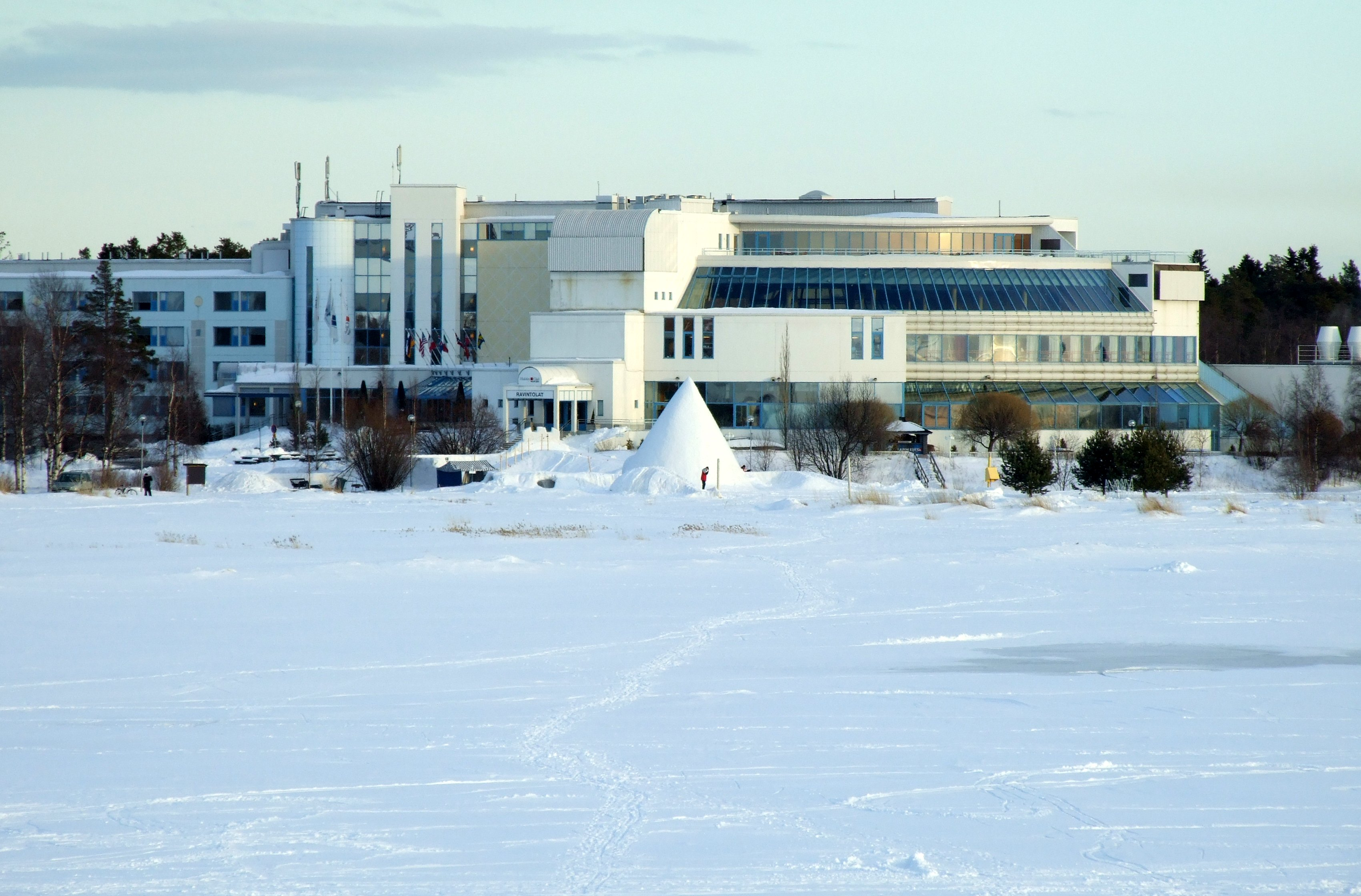